# Gerry Francis
Gerald Charles James Francis-detto Gerry- (Londra, 6 dicembre 1951) è un ex calciatore e allenatore di calcio inglese, di ruolo centrocampista.

## Carriera

### Nazionale
Conta 12 presenze con la maglia della propria Nazionale.

## Palmarès

### Giocatore
- Second Division: 1

Crystal Palace: 1978-1979

### Allenatore

#### Club
- Third Division: 1

Bristol Rovers: 1989-1990